# آلفا-هگزاکلروسیکلوهگزان
آلفا-هگزاکلروسیکلوهگزان (به انگلیسی: Alpha-Hexachlorocyclohexane) با فرمول شیمیایی C۶H۶Cl۶ یک ترکیب شیمیایی است. که جرم مولی آن ۲۹۰٫۸۳ g/mol می‌باشد. 
α-هگزا کلرو سیکلوهگزان (α-HCH) یک ارگانوکلرید است که یکی از ایزومرهای هگزا کلرو سیکلوهگزان (HCH) است. این محصول فرعی تولید حشره‌کش لیندان (γ-HCH) است و معمولاً هنوز در لیندان درجه تجاری که به عنوان حشره‌کش استفاده می‌شود وجود دارد. با این حال، لیندان بیش از 20 سال است که در ایالات متحده تولید یا استفاده نشده است.در دمای محیط یک ماده جامد سفید و پودری پایدار است. از سال 2009، کنوانسیون استکهلم در مورد آلاینده‌های آلی پایدار (α-HCH) و (β-HCH) را به عنوان آلاینده‌های آلی پایدار (POPs) طبقه‌بندی کرد که دلیل آن توانایی این ماده شیمیایی برای ماندگاری در محیط، تجمع زیستی، بزرگ‌نمایی زیستی و دوربرد است.